# Richard Hohenner
Richard Hohenner (* 2. Januar 1896 in Vohenstrauß; † 29. Oktober 1981 in Augsburg) war ein deutscher Verwaltungsbeamter und Kommunalpolitiker. Er erwarb sich große Verdienste um das Augsburger Siedlungswesen und wurde daher häufig als „Siedlervater“ bezeichnet.

## Werdegang
Hohenner kam am 2. Januar des Jahres 1896 als Sohn eines Eisenbahnbeamten in Vohenstrauß zur Welt. 1905 zog er nach Mertingen, da sein Vater die Betriebsleitung der Bahnstrecke Mertingen–Wertingen übernommen und dort eine Dienstwohnung erhalten hatte. Hohenner besuchte zunächst das Königlich Bayerische Progymnasium in Donauwörth und trat anschließend im Jahr 1912 eine Ausbildung im Verwaltungsdienst der Stadt Augsburg an.
Von 1922 bis 1934 war Hohenner Vorsitzender der Ortsgruppe Augsburg des Bundes Deutscher Bodenreformer. 1924 gelang Hohenner zudem der Einzug in den Augsburger Stadtrat. Dort kämpfte er bis 1933 für die Förderung des Kleingartenwesens sowie für den Bau von Wohneigentum und Kleinsiedlungen. Sichtbare Erfolge seines Engagements waren Siedlungsprojekte für einkommensschwache Familien, die in der Hammerschmiede sowie in Hochzoll, Pfersee und Lechhausen starteten. Auch die Gründung der Bärenkeller-Siedlung wurde maßgeblich von Hohenner vorangetrieben.
Als Bezirksvorsitzender der Mietervereine in Schwaben beantragte Hohenner am 9. Dezember 1937 die Aufnahme in die NSDAP und wurde zum 1. Januar 1938 aufgenommen (Mitgliedsnummer 6.004.680). 1944 übernahm er zudem die Amtsleitung des Augsburger Wohnungs- und Quartieramtes.
Aufgrund seiner Parteizugehörigkeit veranlasste die Militärregierung am 1. August 1945 die Entlassung Hohenners. 1947 stufte ihn die Spruchkammer als Mitläufer ein, sodass er am 16. Januar 1948 wieder in den Verwaltungsdienst der Stadt Augsburg zurückkehrte. Er wurde zunächst Mitglied der Freien Wählervereinigung und schloss sich später der Wählergemeinschaft Mieter, Siedler und Verbraucher an.
Im Jahr 1952 zog er erneut in den Stadtrat ein und setzte sich dort bis 1972 für das Siedlerwesen und den Naturschutz ein. Bis zu seinem Ruhestand im Jahre 1961 war er zudem im Wirtschafts- und Wohnungsamt sowie im Grundverwaltungs- und Siedlungsamt der Stadt Augsburg tätig. Für sein Engagement erhielt Hohenner in den darauffolgenden Jahren mehrere Ehrungen. Am 29. Oktober 1981 verstarb Richard Hohenner.

## Ehrungen
- 1961: Verdienstkreuz 1. Klasse der Bundesrepublik Deutschland
- 1968: Goldener Ehrenring der Stadt Augsburg
- 1972: Ehrenbürger der Stadt Augsburg
- 1983: Benennung des Richard-Hohenner-Platzes im Augsburger Stadtteil Bärenkeller sowie Aufstellung einer Stele mit Bronzerelief (erstellt von Bildhauer Theo Bechteler)